# کویره‌گویز
کویره‌گویز روستایی از توابع بخش مرکزی در شهرستان سقز است که در استان کردستان ایران قرار دارد.

## جمعیت
این روستا در دهستان تموغه واقع شده و براساس سرشماری سال ۱۳۸۵، جمعیت آن ۲۰۲ نفر (۳۳ خانوار) بوده‌است.